# Tournoi de tennis de Monte-Carlo (ATP 1991)
L'édition 1991 du tournoi de tennis de Monte-Carlo se déroule du 22 au 28 avril sur terre battue en extérieur. Il s'agit du 3e ATP Championship Series Single Week de la saison. Sergi Bruguera remporte l'épreuve de simple, Luke Jensen et Laurie Warder celle de double.

## Faits marquants
Björn Borg tente un retour sur le circuit, huit ans après son dernier match professionnel disputé,. Il s'incline au premier tour contre l'Espagnol Jordi Arrese.

## Résultats en simple

### Parcours
| No | Joueur           | Résultat      | Ultime adversaire    |
| -- | ---------------- | ------------- | -------------------- |
| 1  | Stefan Edberg    | 2e tour       | Magnus Larsson       |
| 2  | Boris Becker     | Finale        | Sergi Bruguera (9)   |
| 3  | Guy Forget       | 1/8 de finale | Goran Prpić          |
| 4  | Andre Agassi     | 2e tour       | Horst Skoff          |
| 5  | Goran Ivanišević | 1/8 de finale | Carl-Uwe Steeb (WC)  |
| 6  | Jonas Svensson   | 1/4 de finale | Horst Skoff          |
| 7  | Emilio Sánchez   | 2e tour       | Alberto Mancini (WC) |
| 8  | Andrei Chesnokov | 1/4 de finale | Boris Becker (2)     |

| No | Joueur                 | Résultat      | Ultime adversaire     |
| -- | ---------------------- | ------------- | --------------------- |
| 9  | Sergi Bruguera         | Victoire      | Boris Becker (2)      |
| 10 | Andrei Cherkasov       | 1/8 de finale | Andrei Chesnokov (8)  |
| 11 | Thomas Muster          | 1er tour      | Veli Paloheimo (Q)    |
| 12 | Andrés Gómez           | 1er tour      | Omar Camporese        |
| 13 | Marc Rosset            | 1er tour      | Claudio Pistolesi (Q) |
| 14 | Karel Nováček          | 1er tour      | Goran Prpić           |
| 15 | Guillermo Pérez Roldán | 2e tour       | Magnus Gustafsson     |
| 16 | Alexander Volkov       | 1/8 de finale | Boris Becker (2)      |

| No | Joueur            | Résultat      | Ultime adversaire           |
| -- | ----------------- | ------------- | --------------------------- |
| 1  | David Rikl        | 1er tour      | Magnus Larsson              |
| 2  | Udo Riglewski     | 1er tour      | Magnus Gustafsson           |
| 3  | Thierry Tulasne   | 1er tour      | Guillermo Pérez Roldán (15) |
| 4  | Claudio Pistolesi | 1/8 de finale | Horst Skoff                 |
| 5  | Veli Paloheimo    | 1/8 de finale | Jonas Svensson (6)          |
| 6  | Dinu Pescariu     | 2e tour       | Jonas Svensson (6)          |
| 7  | Thierry Guardiola | 1er tour      | Fabrice Santoro             |

| No | Joueur           | Résultat      | Ultime adversaire  |
| -- | ---------------- | ------------- | ------------------ |
| 1  | Alberto Mancini  | 1/8 de finale | Sergi Bruguera (9) |
| 2  | Björn Borg       | 1er tour      | Jordi Arrese       |
| 3  | Thierry Champion | 1er tour      | Carl-Uwe Steeb     |
| 4  | Carl-Uwe Steeb   | 1/4 de finale | Goran Prpić        |

### Tableau final
|  |                |                |              |            |            |   |   |        |        |        |        |        |        |        |
|  | 1/2 finale     | 1/2 finale     | 1/2 finale   | 1/2 finale | 1/2 finale |   |   | Finale | Finale | Finale | Finale | Finale | Finale | Finale |
|  |                |                |              |            |            |   |   |        |        |        |        |        |        |        |
|  |                |                |              |            |            |   |   |        |        |        |        |        |        |        |
|  | Sergi Bruguera | (9)            | 6            | 6          |            |   |   |        |        |        |        |        |        |        |
|  | Sergi Bruguera | (9)            | 6            | 6          | 4h05       |   |   |        |        |        |        |        |        |        |
|  | Horst Skoff    |                | 1            | 4          |            |   |   |        |        |        |        |        |        |        |
|  | Horst Skoff    | Sergi Bruguera | 1            | 4          | (9)        | 5 | 6 | 7      | 7      |        |        |        |        |        |
|  |                |                |              |            |            | 5 | 6 | 7      | 7      |        |        |        |        |        |
|  |                |                | Boris Becker | (2)        | 7          | 4 | 6 | 64     |        |        |        |        |        |        |
|  | Goran Prpić    |                | Boris Becker | (2)        | 7          | 4 | 6 | 64     | 3      | 3      |        |        |        |        |
|  | Goran Prpić    |                |              |            |            |   |   |        | 3      | 3      |        |        |        |        |
|  | Boris Becker   | (2)            | 6            | 6          |            |   |   |        |        |        |        |        |        |        |
|  | Boris Becker   | (2)            | 6            | 6          |            |   |   |        |        |        |        |        |        |        |